# Jeannot de Crousaz
Jeannot de Crousaz (Trey, 20 mei 1822 - Lausanne, 7 oktober 1883) was een Zwitsers notaris, rechter, bestuurder en politicus voor de gematigde liberalen en later voor de linkse radicalen uit het kanton Vaud.

## Biografie

### Jurist
Jeannot de Crousaz studeerde rechten en notariaat in Lausanne, waar hij afstudeerde in 1847. Vervolgens zou hij zich in 1848 in zijn geboorteplaats Trey vestigen als notaris, wat hij zou blijven tot 1863. In dat jaar werd hij immers rechter in de kantonnale rechtbank van Vaud, een functie die hij uitoefende tot 1873.

### Politicus
Hij was ook politiek actief. Tot 1866 behoorde hij tot de politieke strekking van de gematigde liberalen, maar sindsdien maakte hij deel uit van de linkse radicalen. Hij bekleedde meerdere politieke functies. Zo was hij lid van de Grote Raad van Vaud, een eerste maal in de periode 1849-1851, een tweede maal in de periode 1862-1863, en een derde maal in de periode 1874-1876. In 1861 was hij ook lid van de kantonnale constituante. Daarnaast zetelde hij van 7 juli 1862 tot 1 mei 1863 in de federale Kantonsraad.
Van 1876 tot zijn overlijden in 1883 was hij lid van de Staatsraad van Vaud, de kantonnale regering. Hij was er bevoegd voor het militaire departement tot 1878 en vervolgens voor het departement van openbare werken. In deze hoedanigheid toonde hij zich als een voorstander van de aanleg van de spoorlijn tussen Moudon en Payerne.

### Bestuurder
Hij was tevens lid van de raad van bestuur van de Caisse hypothécaire vaudoise (1875-1876) en bestuurder bij de Union vaudoise de crédit (1867-1869 en 1880-1882).